# 米凯利机场
米凯利机场（芬蘭語：Mikkelin lentoasema，IATA：MIK，ICAO：EFMI），是芬兰南萨沃尼亚区米凯利市的一座民用机场，距市区3公里。机场有一条跑道，长宽为1700米×45米。该机场由米凯利市管理，目前并无定期的旅客运输服务。

## 历史
米凯利机场于1932年开始规划，1936年实现首飞。1986至1987年间曾进行改建，以提高旅客吞吐量。1990年代后期逐渐停用，其中芬兰航空于2000年起不再通达该机场。